# Skeppsbron
Skeppsbron (švedsko za 'Ladijski most') je ulica in pomol v Gamla stanu, starem mestnem jedru Stockholma, glavnega mesta Švedske, ki se razteza od mostu Strömbron pred kraljevo palačo proti jugu do Slussena.
Pomol Skeppsbrokajen poteka vzdolž ulice. Več ulic povezuje Skeppsbron z glavno cesto Österlånggatan: Slottskajen, Lejonbacken, Slottsbacken, Telegrafgränd, Skeppar Karls Gränd, Bredgränd, Kråkgränd, Nygränd, Brunnsgränd, Skottgränd, Stora Hoparegränd, Drakens Gränd, Ferkens gränd, Gaffelgränd, Johannesgränd, Packhusgränd, Tullgränd, Norra Bankogränd, Södra Bankogränd, Norra Dryckesgränd, Södra Dryckesgränd, Slussplan.

## Zgodovina
Skeppsbron se omenja kot Stadzbron leta 1592, Skeepzbroon leta 1647 in končno kot Skeppsbron leta 1961. Čeprav noben zgodovinski dokument ne ve, kdaj ali zakaj je bila sprejeta odločitev o razvoju vzhodnega nabrežja Stadsholmena v skladu s pretenzijami naroda, da postane velika sila, je znano, da se je ta razvoj začel v 1630-ih, in na splošno se domneva, da je bil avtor načrta kralj Gustav II. Adolf (1594–1632). Nova ulica, zgrajena na zemljišču, ki je nastalo z neprekinjenim nasipom, je bila pozneje priključena mestu, stare ulice, ki so se raztezale od Österlånggatana do starega mestnega obzidja, pa so bile podaljšane do nove ulice.
Stebri, povezani s starim pomolom pred obstoječim, so bili najdeni nekaj sto metrov od sedanjega pomola. Imenoval se je Koggabron ali stadens allmänningsbro ('mestni skupni most').
Kamniti pomol je dokončal šele leta 1854 Nils Ericson. Danes se Skeppsbron nanaša na cesto, ki poteka čez pomol, medtem ko se pristaniško območje zunaj njega imenuje Skeppsbrokajen.
Stara ribja tržnica, ki je bila nekoč med današnjima Nygrändom in Brunnsgrändom, je bila v srednjem veku največja tržnica v Gamla stanu, takrat je bila prek Köpmangatana ('Trgovske ulice') neposredno povezana s Stortorgetom ('Velikim trgom'), osrednjo tržnico. Ribja tržnica je bila v 1520-ih ukinjena in nadomeščena z blokom.
Skeppsbron je ostal ključno središče lokalnega ladjarstva do začetka 20. stoletja. Čeprav Kinnevik že deset let vsako leto opremlja Skeppsbron z enim največjih božičnih dreves na svetu, Skeppsbron danes prečka pomembna prometna pot in je večinoma redko uporabljen. Predloženi so bili predlogi za oživitev območja z dodajanjem novih nakupovalnih središč, stanovanjskih območij in trajektov.

## Pomembne stavbe in naslovi
Brez številke: Stockholmska palača, nasproti Slottsbackna pa kip Gustava III. (1746–1792) Tobiasa Sergela (1740–1814), ki je bil odprt leta 1808. Izdelan je iz brona in prikazuje kralje, ki se po ruski vojni 1788–1790 izkrcajo na pomolu. Kip je bil navdihnjen z marmorjem Apolona Belvederskega, umetnik pa je svoje delo opisal kot »v gibanju, v eni roki drži krmilo, z drugo pa ponuja oljčno vejico, ki pomeni mir. Nosi mornarsko uniformo z velikim plaščem, pritrjenim na levi rami.«
Vzhodna fasada Södra Bankohuset.
Stavba št. 20, Brandstodsbolagets hus ('Hiša zavarovalnice za požare'), ki jo je zasnoval Isak Gustaf Clason (1856–1930) in je bila zgrajena do preloma stoletja, leta 1900, v slogu Tessina mlajšega. Zaradi zahtev moderne dobe je bila stavba po dokončanju nesorazmerno velika za okolje, vendar je bila ta težava odpravljena s tem, ko so njeno velikost prevzele številne druge stavbe vzdolž Skeppsbrona.  Stavbo je prej zasedalo filipinsko veleposlaništvo v Stockholmu, dokler se ni leta 2012 zaprla.
Na naslovu št. 28, Skeppsbron 28, je sedež švedske YWCA-YMCA.
N.42B, Södra Bankohuset ('Južna bančna stavba'), prej Švedska banka, ki jo je zasnoval Nikodemus Tessin starejši in je bila zgrajena med letoma 1663 in 1680, obnovljena leta 1738 po načrtih Carla Hårlemana (1700–1753).
N.48, Räntmästartrappan (dobesedno: 'Stopnice obrestnega mojstra', kar pomeni: 'Stopnice direktorja finančne uprave'), poimenovana po stavbi, ki je nekoč stala na južnem vogalu Skeppsbrona in stopnicah, ki so vodile do glavnega vhoda. Stavba je stala južno od zgodovinske ulice Räntmästergränden, ki je potekala skozi sedanjo stavbo na tej lokaciji.
Prejšnje ime se uporablja tudi za območje na pomolu, od koder odhajajo trajekti za Djurgården. Skulptura iz rdečega granita Morski bog (Sjöguden) Carla Millesa (1875–1955), ki so jo našli na pomolu, je iz leta 1913 in prikazuje pošast s širokim nasmehom, ki si k prsim pritiska sramežljivo morsko deklico. Skulptura je edina od mnogih umetnikovih predlogov za podobne skulpture, ki so bili uresničeni.<ref name="Stockholm-art">»Konsten i Gamla stan«. City of Stockholm. Pridobljeno 9. februarja 2007. /ref>